# 任矜蘋
任矜蘋，生卒年待考，中国电影发展早期一位重要人物。是集导演、演员、影业企业家、编剧、报人、女子教育家于一身的中国现代电影奠基人之一。

## 生平
任矜蘋祖籍浙江鄞县，生于上海。早年在上海担任教师，曾任上海民生女子学校教务长，倡导教育的性别平等和中国女子中等教育。五四运动时，又大力赞助学生运动。
1922年3月，他与张石川在上海创办明星影片公司，是中国最早的电影制片公司。并邀请郑正秋、周剑云、郑鹧鸪加盟，五人合称“明星五虎将”。期间发掘包括王汉伦等日后成为著名影星多人。1926年，创办新人影片公司。

## 第一
任矜蘋在中国电影史上创造了诸多第一：
- 1922年，在上海创办创办明星影片公司，为中国首家电影制片厂。
- 1922年12月，在上海创办《晨星》，是中国第一本电影宣传杂志。
- 1924年5月，于晨社创办《电影杂志》，是中国最早的影评杂志。
- 创办《电影周报》，是中国最早的电影类周刊。

## 家庭
妻子情况不详，只知有一子任潮军（生于1918年）是中国电影早期童星。兄任锡藩也是中国电影发展史上早期电影企业家，同族任士刚纺织业巨头，任氏兄弟与邵氏兄弟并称。

## 导演代表作
- 1925年《新人的家庭》喜剧
- 1926年《上海三女子》
- 《多情的哥哥》
- 《孤儿救祖记》
- 1927年《鸳鸯剑侠》
- 1930年《金鸡岭》
- 1931年《火烧刁家庄》